# Maqsud Shayxzoda
Maqsud Maqsumbek oʻgʻli Shayxzoda (Maqsud Shayxzoda) (aserbaidschanisch Maqsud Şeyxzadə, usbekisch Maqsud Shayxzoda; * 7. November 1908; † 19. Februar 1967 in Taschkent, Usbekische SSR) war ein sowjetisch-usbekischer Schriftsteller, Dichter, Dramatiker; Literaturwissenschaftler und Sprachwissenschaftler, Übersetzer klassischer Werke der Weltliteratur ins Usbekische (Shakespeare, Puschkin, Lermontow, Achundov, Rustaweli, Tscharentz, Majakowski, Byron und andere) und Pädagoge. Er wurde 1964 als Verdienter Künstler der Usbekischen SSR ausgezeichnet. Nach Nationalität war er ein Aserbaidschaner.

## Leben
Er erhielt seine Grundausbildung in der vom Pädagogen Muhtar Efendi gegründeten Ryushdiye-Schule. Von 1920 bis 1925 studierte er im Fernstudium am Bakuer Pädagogischen Institut, wo er von prominenten Lehrern wie Hüseyn Cavid, Abdullah Schaik, Jabbar Efendizade, Medina Giasbeyli und dem Volkslehrer Jamo Jebrajlbej unterrichtet wurde. Nach Abschluss seines Studiums unterrichtete er zwei Jahre lang in Bildungseinrichtungen in Derbent und Buynaksk in Dagestan.
Im Jahr 1928, als die Verfolgung der nationalen Intellektuellen durch die Bolschewiki in der Aserbaidschanischen SSR begann, wurde Maqsud Shayxzoda nach Taschkent verbannt. Im Jahr 1933 schloss er sein Studium am Bakuer Pädagogischen Institut ab. Von 1933 bis 1935 absolvierte er ein Aspirantur-Programm beim Wissenschaftskomitee des Volkskommissariats der Usbekischen SSR. In den Jahren 1935 bis 1938 war er wissenschaftlicher Mitarbeiter am Institut für Sprache und Literatur nach A.S. Puschkin der Akademie der Wissenschaften der Usbekischen SSR.
Ab 1938 unterrichtete er usbekische Literaturgeschichte am Taschkenter Pädagogischen Institut Nizami, wo er auch Dekan der Fakultät und Leiter des Lehrstuhls für usbekische Literatur war. Er veröffentlichte regelmäßig in Periodika. Seine aktive Übersetzertätigkeit, seine Arbeiten im Bereich der usbekischen Literatur und seine pädagogische Tätigkeit machten ihn in der wissenschaftlichen Gemeinschaft Usbekistans bekannt.
Im September 1952 wurde er des Verbreitens konterrevolutionärer Ideen beschuldigt und zum Anführer einer Untergrundorganisation erklärt. Als Feind des Volkes wurde er aufgrund des Verrats von Kollegen und Freunden zu 25 Jahren Haft verurteilt. In den 1950er Jahren wurde er aus dem Lager bei Irkutsk entlassen und rehabilitiert.
Im Jahr 1960 trat er der KPdSU bei und setzte seine künstlerische und pädagogische Tätigkeit fort. Er wurde mit dem Orden „Für hervorragende Leistungen“ (2001, posthum), dem Orden „Ehrenzeichen der Sowjetunion“ und Medaillen ausgezeichnet. Im Jahr 1964 erhielt er den Titel „Verdienter Künstler der Usbekischen SSR“.

## Werk
Maqsud Shayxzoda  begann während seiner Schulzeit mit dem Schreiben von Gedichten und trug sie bei schulischen Veranstaltungen vor. Sein erstes Gedicht wurde 1921 in Baku in der Zeitung "Коммунист" veröffentlicht. Die meisten Gedichte dieser Zeit, die auf Aserbaidschanisch verfasst waren, sind als Manuskripte in den "Тетради Шейхзаде" erhalten geblieben.
Nach seiner Verbannung wurde 1930 in Taschkent seine erste Gedichtsammlung auf Usbekisch mit dem Titel "Десять стихотворений" veröffentlicht. Darauf folgten weitere Gedichtsammlungen von Maxud Şeyxzadə, darunter "Созвучные мне" (1933), "Третья книга" (1934) und "Республика" (1935). Seine Gedichte aus dieser Zeit sind Beispiele für bürgerliche und Liebeslyrik. Er experimentierte aktiv mit Versmaß und versuchte sich in anderen poetischen Genres, jedoch weniger erfolgreich.
Während des Zweiten Weltkriegs veröffentlichte Maqsud Shayxzoda  mehrere Gedichtsammlungen wie "За что борьба?", "Битва и песня", "Сердце говорит", "Сааз" und "Грозою рождённые" (die letzten drei auf Russisch). Er schrieb auch eine Reihe von Epen, darunter besonders erwähnenswert sind die Epen "Одиннадцатые", "Женя", "Третий сын" und "Аксакал" über Juldasch Achunbabajew.
Während dieser Zeitperiode Maqsud Shayxzoda  verfasste sein bedeutendstes dramatisches Werk, die Tragödie "Mirzo Ulugbek" (1964), über die letzten Lebensjahre des Emirs und Gelehrten Mirza Ulugbek, der im 14. Jahrhundert in Samarkand lebte. Neben diesem Stück, das er auch verfilmte und als Vorlage für "Die Sterne von Ulugbek" (Regisseur Latif Fayziev, 1964) diente, schrieb der Dichter die Dramen "Джалаледдин Мангуберди" (1941) über den Kampf gegen die mongolische Invasion im 13. Jahrhundert und "Абу Рейхан Бируни" (nicht erhalten) über einen bekannten usbekischen Gelehrten. Die Dramen von Maxud Şeyxzadə legten eine solide Grundlage für das usbekische dramatische Schaffen.